# Lowell Observatory Near-Earth-Object Search
Lowell Observatory Near-Earth-Object Search (LONEOS), en français « Recherche d'objets proches de la Terre de l'observatoire Lowell », était un programme dirigé par la NASA et l'observatoire Lowell pour découvrir des objets géocroiseurs. Le système LONEOS a commencé les observations en décembre 1997 et s'est achevé en fin février 2008. Le principal chercheur était Ted Bowell.
LONEOS utilisait une chambre de Schmidt ayant un miroir primaire de 0,6 m d'ouverture qui donne une vue à grand champ couvrant 3° du ciel. Il avait un taux de balayage d'environ 1 000 degrés carré par nuit (la caméra peut couvrir l'intégralité du ciel visible en environ un mois). Le CCD a détecté des astéroïdes ayant une magnitude apparente allant jusqu'à 19,8.
Le travail d'utilisation de la caméra et de recherche était principalement effectué par des ordinateurs et des logiciels spécifiques.

## Découvertes
LONEOS a découvert des milliers d'astéroïdes et les comètes périodiques 150P/LONEOS, 159P/LONEOS, 182P/LONEOS, 201P/LONEOS, 267P/LONEOS, 282P, 315P/LONEOS, 316P/LONEOS-Christensen, 328P/LONEOS-Tucker et 343P/NEAT-LONEOS. Il est au sixième rang des découvreurs d'astéroïdes, avec 23 050 astéroïdes numérotés (1er octobre 2023).

## Honneurs
- (12574) LONEOS, astéroïde nommé en son honneur.